# Dżabhat an-Nusra
Dżabhat an-Nusra (Front Obrony Ludności Lewantu, arab. ‏جبهة النصرة لأهل الشام‎), od 29 lipca 2016 także Dżabhat Fath asz-Szam (Front Podboju Lewantu, arab. ‏جبهة فتح الشام‎) – islamistyczna organizacja terrorystyczna walcząca w wojnie w Syrii przeciwko rządom prezydenta Baszszara al-Asada, do 2016 będąca odgałęzieniem Al-Ka’idy.
Ugrupowanie przeprowadziło wiele zamachów terrorystycznych, ściągało zagranicznych sunnickich „mudżahedinów” do Syrii jak i uczestniczyło w bitwach z armią syryjską. Twórcą i przywódcą Dżabhat an-Nusra jest Abu Muhammad al-Dżaulani. Według danych z 2016 roku, 70% członków grupy stanowili bojownicy z Syrii i Iraku, zaś 30% cudzoziemcy z różnych państw.
28 stycznia 2017 terroryści powołali nową organizację Hajat Tahrir asz-Szam (HTS). W jej skład weszły oddziały Dżabhat an-Nusra, Dżabhat Ansar ad-Din, Dżajsz as-Sunna, Liwa al-Hakk i Ruch az-Zenki.

## Działalność
Pozycja dżihadystów w Syrii wzrosła, kiedy w grudniu 2011 amerykańscy żołnierze po ośmiu latach wycofali się z sąsiedniego Iraku. Wówczas do Syrii przez wschodnią granicę zaczęli masowo przenikać islamiści powiązani z Al-Ka’idą, którzy wykorzystali chaos w kraju i poparli sunnicką opozycję, dążąc do ustanowienia w Syrii swojego kalifatu.
Już pod koniec lipca 2012 zagraniczne media donosiły, że grupy rebelianckie w Syrii radykalizowały się wraz z wydłużaniem się wojny domowej. Do walk przystąpili konserwatywni sunnici zamieszkujący głównie centralną część kraju. Ponadto do radykałów trafiało wsparcie zaopatrzeniowe i finansowe z Arabii Saudyjskiej i Kataru. Rebelianci zaczęli też rekrutować zagranicznych dżihadystów do walki z „niewiernymi” alawitami.
Brytyjski fotoreporter Jeroen Oerlemans, który przez tydzień był przetrzymywany przez rebeliantów, twierdził, że wśród rebeliantów było dużo ochotników z odległych regionów takich jak Pakistan, Bangladesz i Czeczenia. Dodał, że żaden z przetrzymujących go bojowników nie był Syryjczykiem, a połowa z nich znała angielski. W związku z tym podejrzewano, iż po ewentualnym obaleniu prezydenta al-Asada, fundamentaliści dążyliby do zaprowadzenia prawa szariatu, bądź wybuchłaby kolejna wojna domowa, która mogłaby zakończyć się przejęciem władzy przez radykałów islamskich, tak jak miało to miejsce w czerwcu 2012 w samozwańczym afrykańskim Azawadzie.
W sierpniu 2012 roku Front Obrony Ludności Lewantu ogłosił, iż działa w Damaszku i jego okolicach we współpracy z Batalionem As-Sahaba z Wolnej Armii Syrii. W marcu 2013 dowódca FSA nazwał dżihadystów „braćmi w wierze”.
Francuski chirurg Jacques Beres, współzałożyciel organizacji Lekarze bez Granic, które powrócił 7 września 2012 ze szpitala w Aleppo, kontrolowanego przez rebeliantów w którym pracował przez dwa tygodnie powiedział, że połowa bojowników którym udzielał pomocy stanowili cudzoziemcy. Lekarz twierdził, że opatrywał po 40 rannych dziennie i powiedział, że dżihadyści nie walczyli dla samego upadku Partii Baas, ale dla przejęcia władzy i ustanowieniem państwa islamskiego z szariatem, mającego stać się częścią „światowego emiratu”.
Stany Zjednoczone nałożyły 11 grudnia 2012 na dwóch liderów ugrupowania Majsara Alego Musy Abd Allaha al-Dżuburiego i Anasa Hasana Chataba sankcje finansowe. Wpisanie ich na czarna listę oznaczało zamrożenie ich aktywów oraz zakazano amerykańskim obywatelom robienia z nimi interesów.
14 islamistycznych grup z Frontem Obrony na czele odrzuciło 18 listopada 2012 wejście w skład szerokiej Syryjskiej Koalicji Narodowej na rzecz Opozycji i Sił Rewolucyjnych. Islamiści opowiedzieli się za utworzeniem państwa islamskiego i domagali się wprowadzenia koranu jako konstytucji [sic].
Pod koniec grudnia 2012 kiedy w Aleppo rozpoczęły się walki o lotniska i bazy wojsk syryjskich, islamiści ogłosili „strefę zakazu lotów”, gdyż byli zdolni do strącania maszyn wykorzystywanych do nalotów przez Siły Zbrojne Syrii. 7 stycznia 2013 członkowie Dżabhat an-Nusra zamordowali trzech żołnierzy porwanych dwa dni wcześniej w Dajr az-Zaur.

### Zamachy terrorystyczne
Pierwszy duży zamach podczas konfliktu w Syrii miał miejsce 23 grudnia 2011. W wyniku wybuchu samochodu-pułapki w Damaszku zginęły 44 osoby, a 166 zostało rannych. Za zamachem stali sunniccy islamiści powiązani z Al-Ka’idą. Drugi taki zamach miał również miejsce w stolicy, 6 stycznia 2012. Celem ataku w którym zginęło 25 osób, a 46 odniosło rany, był autobus przewożący milicjantów.
23 stycznia 2012 islamiści wydali oświadczenie za pośrednictwem serwisu YouTube w którym poinformowali o ustanowieniu ugrupowania Dżabhat an-Nusra oraz przyznali się do przeprowadzenia wcześniejszych zamachów bombowych. Grupa ogłosiła włączenie się do wojny „w celu obrony mieszkańców Syrii, uciskanych przez siły reżimowe i milicje prorządowe oraz walki w imieniu Allaha”.
10 lutego 2012 doszło do potężnej podwójnej eksplozji samochodu-pułapki w Aleppo. Zginęło 28 osób, a 175 odniosło obrażenia – zarówno cywile, jak i funkcjonariusze sił bezpieczeństwa. Do zamachu doszło w pobliżu budynku wojskowego i siedziby sił bezpieczeństwa. Trzeci zamach w Damaszku terroryści przeprowadzili 17 marca 2012. W wyniku podwójnej eksplozji samochodów-pułapek w pobliżu siedziby wywiadu oraz głównej siedziby policji zginęło 27 osób, a 140 odniosło rany. Do tego czasu wyniku zamachów dżihadystów zginęło ponad 120 osób.
27 kwietnia 2012 w Damaszku doszło do zamachu samobójczego, w wyniku którego zginęło 11 osób. Eksplozja nastąpiła w pobliżu jednego z meczetów w centrum miasta, gdy wierni opuszczali świątynię po piątkowych modłach. 30 kwietnia 2012 do zamachów bombowych doszło w Idlibie i Damaszku. W pierwszych z tych miast atak wymierzony był w pobliżu kwatery głównej służb wywiadowczych sił powietrznych w wyniku czego zginęło ponad 20 osób. Z kolei w stolicy eksplodowały ładunki wybuchowe, umieszczone w samochodzie, jednak nie było informacji o ofiarach.
Do kolejnego zamachu w wykonaniu Dżabhat an-Nusra doszło 10 maja 2012. Atak miał miejsce w Damaszku, gdzie eksplodowały dwa samochody-pułapki. Potężna eksplozja, która wydarzyła się w godzinach porannego szczytu spowodowała 55 ofiar, natomiast 372 ludzi zostało rannych. Terroryści ogłosili w oświadczeniu, że dokonali zamachu w odwecie za ofensywę sił rządowych w Himsie.
29 maja 2012 w czasie walk w Dajr az-Zaur terroryści Nusry rozstrzelali 13 pracowników firmy elektrycznej.
27 czerwca 2012 bojownicy Dżabhat an-Nusra zaatakowali w okolicach Damaszku siedzibę prorządowej stacji Al-Ichbarijja TV. W wyniku wybuchu ładunków wybuchowych zginęło siedem osób, a studio nagrań zostało zniszczone. 3 sierpnia 2012 terroryści ogłosili, iż zabili Muhammada as-Sa’ida, prezentera telewizyjnego porwanego 19 lipca 2012.
3 października 2012 na Placu Sad Allaha al-Dżabiriego w Aleppo doszło do czterech eksplozji samochodów-pułapek, a piąta nastąpiła kilkaset metrów dalej, w pobliżu bramy do starego miasta. W tych zamachach zginęło 40 osób, a 90 zostało rannych. W następstwie wybuchów zniszczona została część fasady hotelu. Zawaliły się również dwie kondygnacje kawiarni. Po tym wydarzeniu mieście zamknięto wszystkie budynki administracji rządowej. Do przeprowadzenia zamachu przyznały się Rada Rewolucyjna Aleppo i Dżabhat an-Nusra. Strona rządowa dodała, iż udaremniła kolejne zamachy, zabijając dwóch terrorystów mających na sobie pasy z ładunkami wybuchowymi.
8 października 2012 w siedzibie wywiadu wojsk lotniczych na przedmieściu Damaszku doszło do podwójnego zamachu samobójczego do którego przyznał się Dżabhat an-Nusra. W zamachach terrorystycznych w którym wykorzystano pojazdy wyładowane ładunkami wybuchowymi zginęło kilkadziesiąt osób. W raporcie dżihadystów był to atak na „cytadelę tyranii” jak nazwano siedzibę wywiadu wojsk lotniczych, w której na początku wojny domowej przetrzymywano i torturowano rebeliantów.
5 listopada 2012 w Az-Zijara w muhafazie Hamy terrorysta z Dżabhat an-Nusra przeprowadził w pobliżu punktu wojskowego zamach samobójczy za pomocą samochodu-pułapki w którym śmierć poniosło 50 żołnierzy i bojowników prorządowych.

### Rozłam z Państwem Islamskim
10 kwietnia 2013 Abu Muhammad al-Dżaulani, przyrzekł lojalność Ajmanowi az-Zawahiriemu, liderowi Al-Kaidy. Al-Dżaulani przyznał się do przeprowadzenia wielu zamachów w Syrii. Dzień wcześniej bojownicy Nusry oficjalnie ogłosili, iż są odgałęzieniem Islamskiego Państwa w Iraku (ISI), także filii Al-Kaidy. Ponadto al-Dżaulani i lider ISI Abu Bakr al-Baghdadi ogłosili fuzję ugrupowań, ogłaszając powstanie Islamskiego Państwa w Iraku i Lewancie (ISIL). Jednakże w liście otwartym z 9 czerwca 2013 Ajman az-Zawahiri nazwał tę decyzję błędem i ją anulował. Al-Baghdadi nie podporządkował się decyzji az-Zawahiriego i 15 czerwca 2013 ogłosił, iż oba podmioty będą działać jako jedna organizacja pod nazwą Islamskie Państwo w Iraku i Lewancie (ISIL, ISIS). Na początku listopada az-Zawahiri po raz kolejny nakazał rozwiązanie ISIL i powrót bojowników al-Baghdadiego do Iraku, z kolei armią Al-Kaidy w Syrii obwołał ugrupowanie Dżabhat an-Nusra. Wówczas ISIL porzuciło sojusz z Dżabhat an-Nusra, wdając się z nimi w bratobójczą walkę.
W styczniu 2014 Dżabhat an-Nusra zostało wyparte przez ISIS m.in. z głównego bastionu jakim była Ar-Rakka, zajęta po bitwie z siłami rządowymi w marcu 2013. W lutym i marcu 2014 Dżabhat an-Nusra i Front Islamski przeprowadziły drugą ofensywę wymierzoną w ISIS, w efekcie której dżihadysci zostali zmuszeni do ucieczki ze swoich pozycji w muhafazie Dajr az-Zaur. Jednak zmiana sytuacji nastąpiła po bitwie o Markadę w dniach 21–29 marca 2014, kiedy to ISIS pokonało Dżabhat an-Nusra i zaczęło ich powoli wypierać ze wschodniej części kraju. Po bitwie o przejście graniczne Abu Kamal z 11 kwietnia 2014, ISIS przegrupowało się i podjęło szeroko zakrojoną ofensywę, która doprowadziła do klęski Dżabhat an-Nusra w muhafazie Dajr az-Zaur.
Mimo porażki na wschodzie Syrii w walce z Państwem Islamskim, ugrupowanie Dżabhat an-Nusra w 2014 stało się najsilniejszym (pomijając Państwo Islamskie) ugrupowaniem syryjskiej opozycji zbrojnej, które brało udział w kampaniach wojennych wymierzonych w siły rządowe. Islamiści Dżabhat an-Nusra walczyli w Aleppo, pod Damaszkiem, w Himsie, pod Chan Szajchun, brali udział w kampanii w Górach Kalamun, szturmowali bastion syryjskich wojsk w muhafazie Latakia, czy też walczyli na froncie południowym. Współpracowali głównie z Frontem Islamskim i Armią Mudżahedinów w ramach luźnego sojuszu Ahl asz-Szam.

## Ideologia
Grupa wyznaje radykalne doktryny islamizmu, zwłaszcza salafizm i wahhabizm. Jej przywódca Abu Muhammad al-Dżaulani otwarcie wzywał do ataków na alawitów. Ugrupowanie poparło zamachy w Paryżu w 2015.

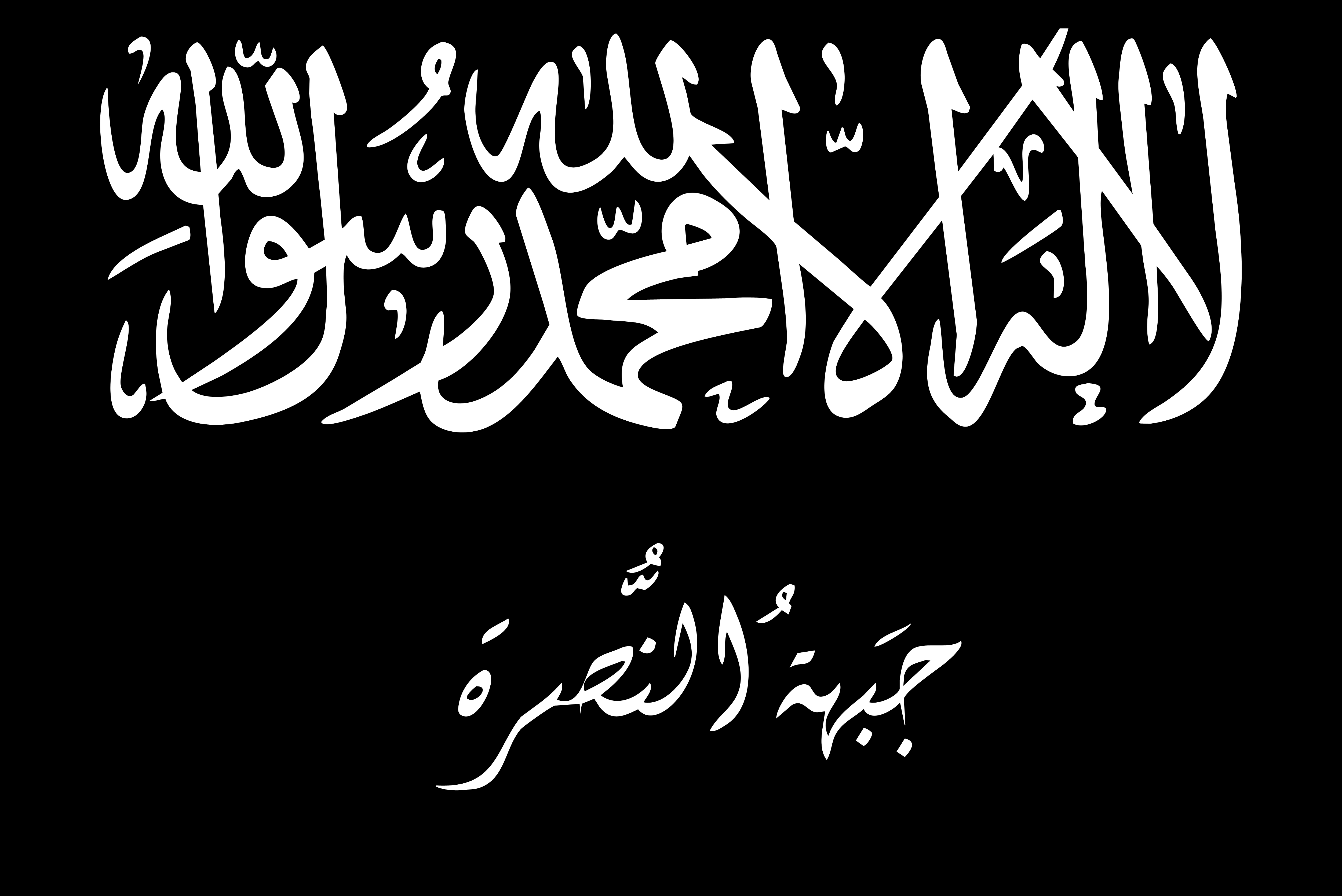
Flaga używana przez Dżabhat an-Nusra od 2012 do 2013
Flaga używana przez Dżabhat an-Nusra od 2013 do 2016
Flaga używana przez Dżabhat Fath asz-Szam od 2016